# Rhododendron galactinum
Rhododendron galactinum är en ljungväxtart som beskrevs av Isaac Bayley Balfour och Tagg. Rhododendron galactinum ingår i släktet rododendron, och familjen ljungväxter. Inga underarter finns listade i Catalogue of Life.